# Ensayara
Ensayara är ett släkte av kräftdjur. Ensayara ingår i familjen Endevouridae.
Ensayara är enda släktet i familjen Endevouridae.
Kladogram enligt Catalogue of Life:
| Ensayara | \| \| Ensayara entrichoma \| \| \| \| \| \| Ensayara ramonella \| \| \| \| |
|          | \| \| Ensayara entrichoma \| \| \| \| \| \| Ensayara ramonella \| \| \| \| |
|          | Ensayara entrichoma                                                        |
|          |                                                                            |
|          | Ensayara ramonella                                                         |
|          |                                                                            |